# Horiguchi Sutemi

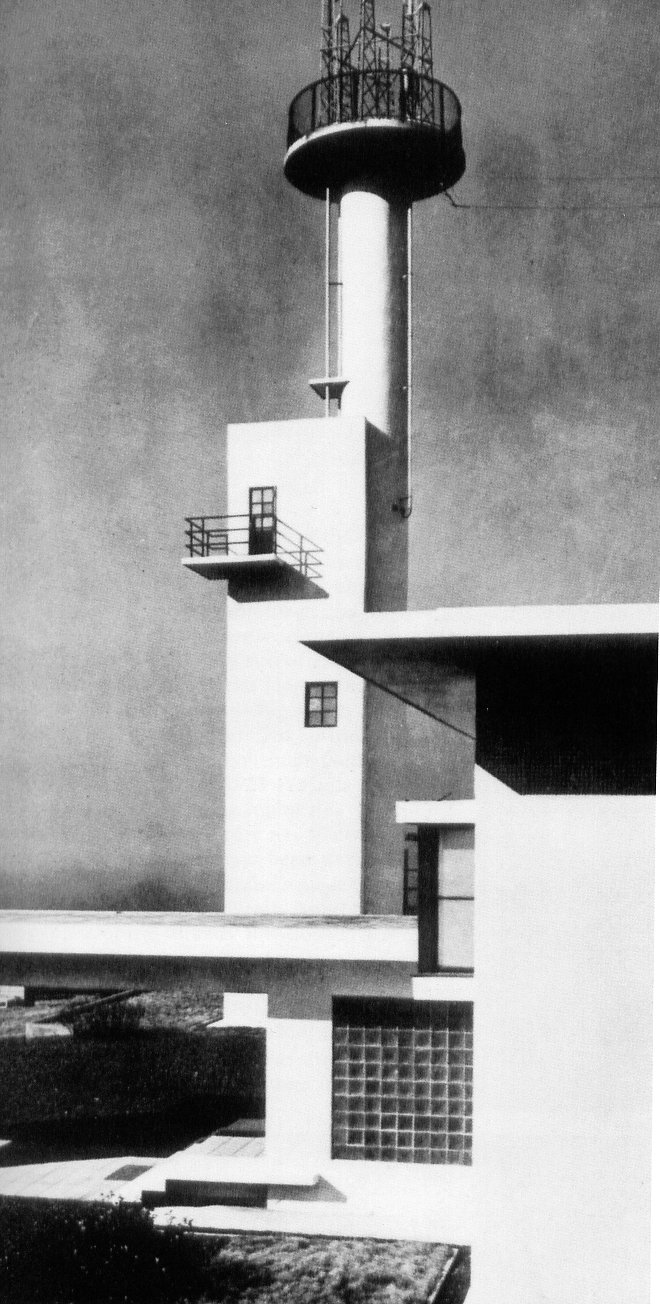
Ōshima Wetterstation, 1938

Horiguchi Sutemi (japanisch 堀口 捨巳; geboren 6. Januar 1895 in der Präfektur Gifu; gestorben 18. August 1984) war ein japanischer Architekt der Taishō- und Shōwa-Zeit.

## Leben und Werk
Horiguchi Sutemi machte 1920 seinen Abschluss am Department für Architektur der Universität Tokio und schloss sich mit alten Schulfreunden zusammen, um die eklektischen Stile der Zeit abzulösen durch eine Architektur, die wissenschaftlich-theoretisch begründet war. In diesem Sinne entwarf er verschiedene Gebäude für die Friedensgedächtnisausstellung 1922, bei dem der Einfluss der Wiener Secession spürbar ist.
1923 reiste Horiguchi durch Europa, wo er die neuesten Arbeiten des Bauhauses studierte. Zurück in Japan setzte er sich für Funktionalismus in der Architektur ein, wie seine Villen für die Yoshida-Familie (1930), Wakasa-Familie (1939) und die Meteorologische Station Ōshima (1939) zeigen. Parallel dazu vertiefte er sich in das Studium traditioneller japanischer Architektur, wobei er sich bemühte, die japanische Tradition nicht den Ultranationalisten zu  überlassen. Dabei erkannte er, dass die Raumgestaltung eines Teehauses und Residenzen im Sukiya-Stil im Prinzip dieselbe war, wie die, die in westlichen Ländern für ihre Bauten genutzt wurde.
Horiguchi setzte seine Erkenntnisse in seinen Plänen für Wohnhäuser um: Sie sind charakterisiert durch eine enge Beziehung zwischen dem Gebäude und dem es umgebenden Garten. Sein bedeutendstes Werk aus der frühen Zeit ist die (nicht mehr existierende) Villa Shien-sō (紫烟荘) in Warabi aus dem Jahr 1926. 
Nach dem Pazifikkrieg entwarf er 1950 für den ersten Besuch des Kaisers Shōwa mit der Kaiserin in Nagoya, verbunden mit einer Übernachtung, die Suite „Miyuki no ma“ (御幸の間) im Hasshō-kan (八勝館), einem Anwesen im Südosten der Stadt. Blattgold an den Seitenwänden, an der Decke und am Balkon geben dem Raum seine Eleganz. 1958 wurde die Anlage um die „Kirschblüten-Suite“ und die „Chrysanthemen-Suite“ erweitert. Bei der Gelegenheit wurde eine Klimaanlage installiert, wobei größter Wert darauf gelegt wurde, diese in die traditionell angelegte Architektur unauffällig zu integrieren. – Zu den späten Bauten gehört die Erweiterung eines Teiles der Meiji-Universität, an der er von 1949 bis 1965 als Professor wirkte.
Horiguchi verfasste eine Reihe von Büchern zur Architektur. Für seinen Band „Die Katsura-Villa“ (桂離宮, Katsura rikyū) erhielt er 1953 den Mainichi-Kulturpreis.

## Bilder

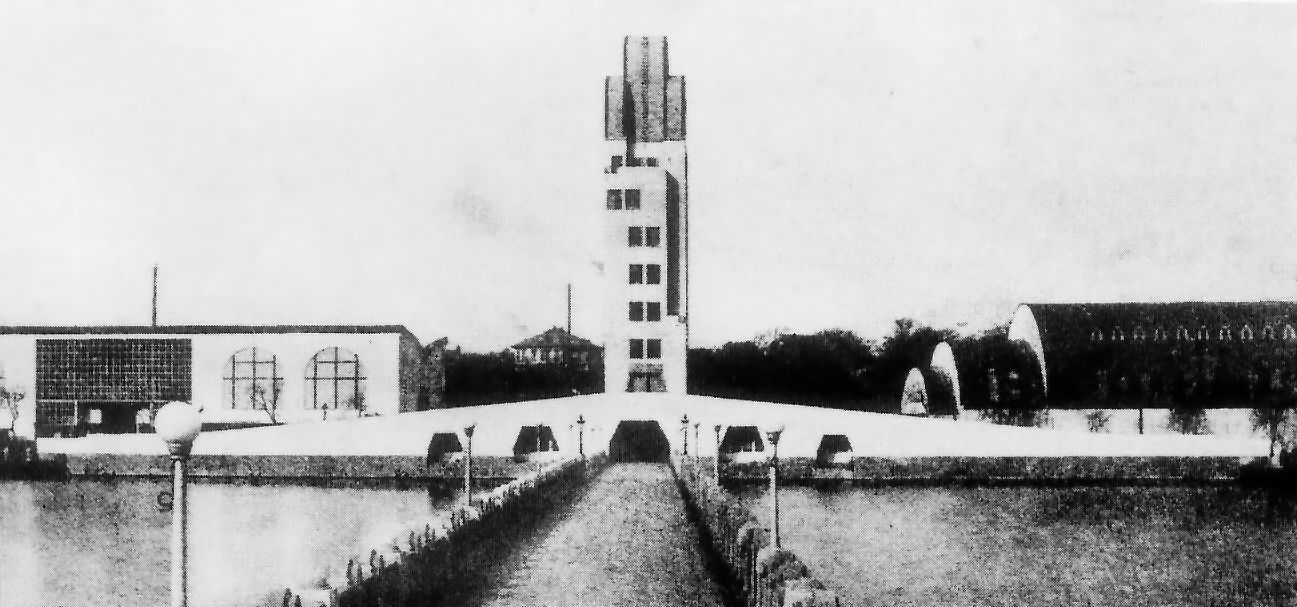
Friedenspagode, 1922[A 1]
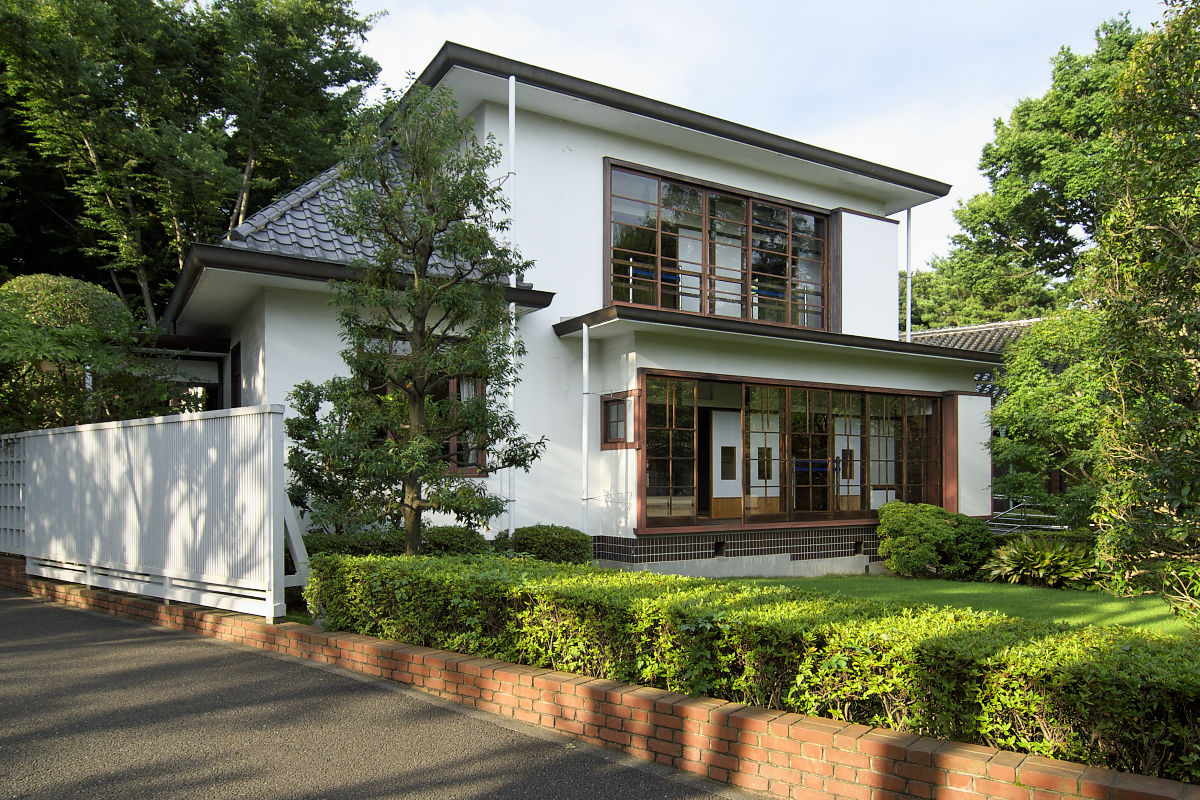
Villa Koide (1924)
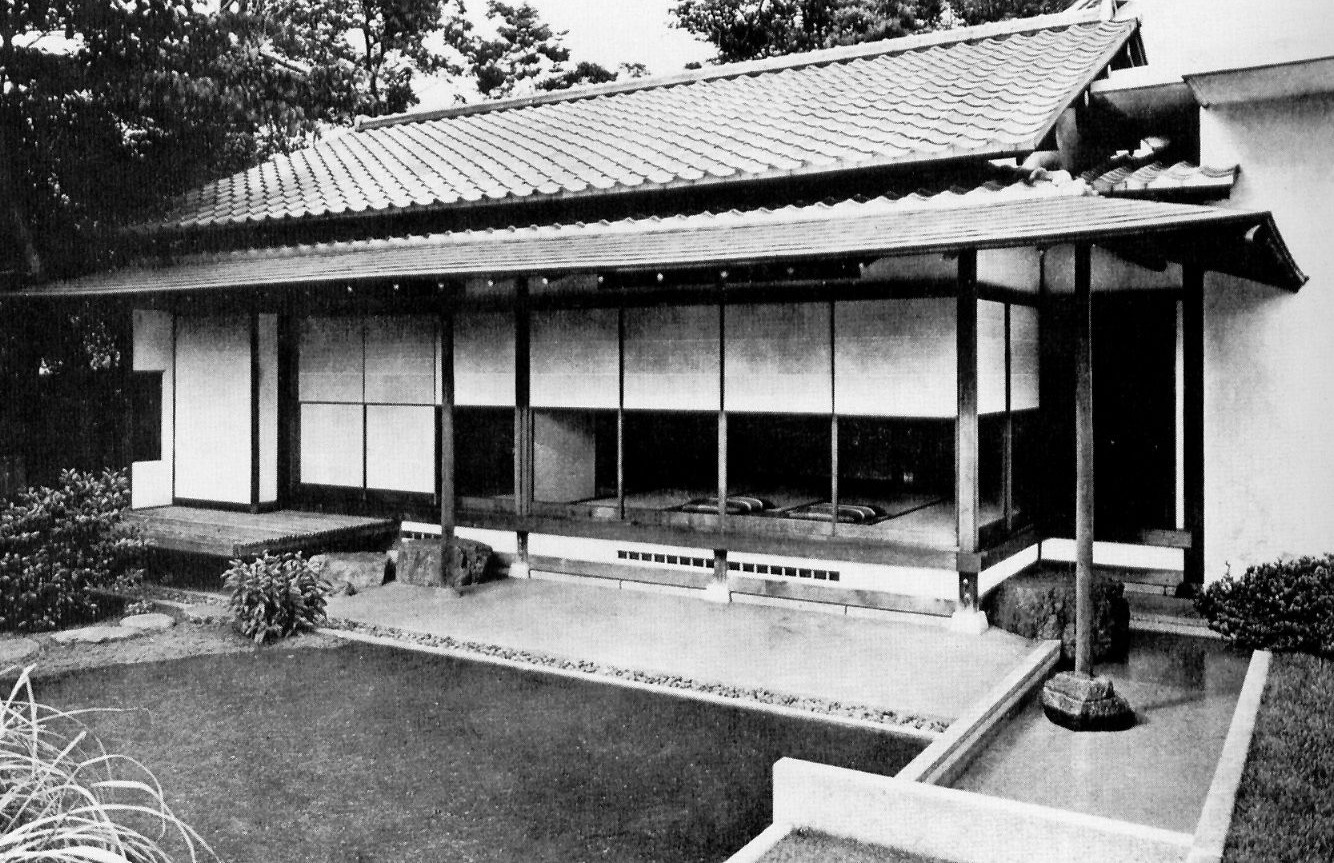
Villa Okada (1933)
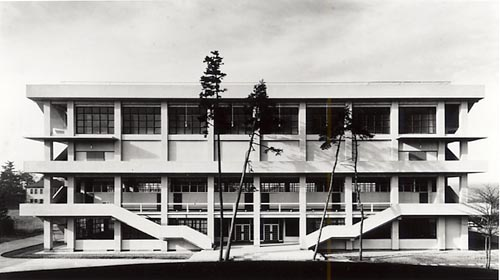
Izumi-Sporthalle der Meiji-Universität (1955)